# غار دامجیلی
غار دامجیلی (به لاتین: Damjili Cave) یک غار در جمهوری آذربایجان است که در شهرستان قزاق واقع شده‌است.